# Episodi di Battlestar Galactica (quarta stagione)
La quarta e ultima stagione di Battlestar Galactica è stata trasmessa sul canale Sci Fi Channel dal 4 aprile 2008 al 20 marzo 2009.
La quarta stagione della serie è stata trasmessa in Italia a partire dal 13 dicembre 2009 su FX. Razor è stato invece trasmesso il 20 febbraio 2010 sempre su FX. In chiaro la quarta stagione ha debuttato su Rai 4 il 2 aprile 2010 con la prima parte del film "Razor".
Il 21 marzo 2007 Sci Fi Channel ha confermato che Battlestar Galactica sarebbe stato rinnovato per una quarta stagione. I 22 episodi prodotti sono stati trasmessi a partire dal 4 aprile 2008, preceduti da un film per la televisione di due ore, Razor, trasmesso il 24 novembre 2007. Ronald D. Moore ha confermato che la quarta stagione sarà l'ultima della serie.
A causa dello sciopero della WGA, la produzione della quarta stagione è stata momentaneamente sospesa dopo i primi dieci episodi. Essa è ricominciata solamente al termine dello sciopero, portando così la quarta stagione ad essere "spezzata" in due tronconi, trasmessi separatamente. La prima parte è stata trasmessa nella primavera del 2008, mentre la seconda ed ultima ha iniziato le trasmissioni nel gennaio 2009. Per colmare l'attesa creatasi per la ripresa della stagione, nell'autunno 2008 sono stati pubblicati 10 webisodi intitolati Battlestar Galactica: The Face of the Enemy.
| nº | Titolo originale              | Titolo italiano          | Prima TV USA     | Prima TV Italia          |
| -- | ----------------------------- | ------------------------ | ---------------- | ------------------------ |
| 1  | He That Believeth in Me       | Il dono della conoscenza | 4 aprile 2008    | 13 dicembre 2009         |
| 2  | Six of One                    | Gli ultimi cinque        | 11 aprile 2008   | 20 dicembre 2009         |
| 3  | The Ties That Bind            | Tragica verità           | 18 aprile 2008   | 27 dicembre 2009         |
| 4  | Escape Velocity               | Fuga dalla realtà        | 25 aprile 2008   | 3 gennaio 2010           |
| 5  | The Road Less Travelled       | Guerra tra Cyloni        | 2 maggio 2008    | 10 gennaio 2010          |
| 6  | Faith                         | Fede                     | 9 maggio 2008    | 17 gennaio 2010          |
| 7  | Guess What's Coming to Dinner | Nuovi alleati            | 16 maggio 2008   | 24 gennaio 2010          |
| 8  | Sine Qua Non                  | Il candidato             | 30 maggio 2008   | 31 gennaio 2010          |
| 9  | The Hub                       | L'hub                    | 6 giugno 2008    | 7 febbraio 2010          |
| 10 | Revelations                   | Rivelazioni              | 13 giugno 2008   | 14 febbraio 2010         |
| 11 | Sometimes a Great Notion      | Voglia di farla finita   | 16 gennaio 2009  | 21 febbraio 2010         |
| 12 | A Disquiet Follows My Soul    | Alleanza permanente      | 23 gennaio 2009  | 7 marzo 2010             |
| 13 | The Oath                      | Ammutinamento            | 30 gennaio 2009  | 14 marzo 2010            |
| 14 | Blood on the Scales           | Colpo di stato           | 6 febbraio 2009  | 21 marzo 2010            |
| 15 | No Exit                       | Danni strutturali        | 13 febbraio 2009 | 28 marzo 2010            |
| 16 | Deadlock                      | Liam                     | 20 febbraio 2009 | 4 aprile 2010            |
| 17 | Someone to Watch Over Me      | Il pianista              | 27 febbraio 2009 | 11 aprile 2010           |
| 18 | Islanded in a Stream of Stars | Un angelo tra noi        | 6 marzo 2009     | 18 aprile 2010           |
| 19 | Daybreak: Part I              | Missione di salvataggio  | 13 marzo 2009    | 25 aprile 2010           |
| 20 | Daybreak: Part II e Part III  | L'ultimo salto           | 20 marzo 2009    | 2 maggio 2010 (1ª parte) |
| 20 | Daybreak: Part II e Part III  | L'ultimo salto           | 20 marzo 2009    | 9 maggio 2010 (2ª parte) |

## Il dono della conoscenza
- Titolo originale: He That Believeth in Me
- Diretto da: Michael Rymer
- Scritto da: David Weddle e Bradley Thompson

### Trama
Scorpion (Kara Thrace), data per dispersa due mesi prima, riappare dal nulla e si unisce alla battaglia contro l'armata Cylone. Mentre infuria il combattimento un caccia nemico si trova faccia a faccia con Anders (uno degli ultimi cinque Cyloni ancora nascosti), l'iride dell'occhio sinistro di Anders si illumina di rosso per un attimo, come per rispondere ad un segnale di riconoscimento lanciato dal nemico Cylone. L'intera armata Cylone cessa immediatamente le ostilità lasciando molto perplessi i comandanti del Galactica.
La flotta fugge effettuando un salto. 
Scorpion torna sul Galactica dopo essere scomparsa per più di due mesi, destando molti interrogativi: è convinta infatti di aver trovato la Terra e di essere ritornata per guidare la flotta verso casa. Il presidente Roslin si oppone a questa teoria, poiché condivide il contenuto dei propri sogni con Caprica Sei (prigioniera a bordo), la quale rivela che gli ultimi cinque Cyloni
ancora sconosciuti sono sul Galactica, aprendo così l'ipotesi che anche Kara Thrace sia un agente Cylone. Gaius Baltar si salva da un'aggressione e riesce a conquistare ancora più fiducia da parte della comunità che lo ospita in quanto un bambino malato per cui lui aveva pregato guarisce "miracolosamente".
Scorpion è convinta di sentire nella sua testa un segnale che indica la direzione per la Terra ma nonostante la propria insistenza non viene creduta. Dopo un altro salto della flotta percepisce che la direzione dettata dal presidente Roslin la sta allontanando dalla Terra così, dopo essersi armata, assale le guardie che proteggono l'alloggio della Roslin. L'episodio termina con Scorpion che punta una pistola al volto del Presidente.
- Conto dei sopravvissuti: 39.698

## Gli ultimi cinque
- Titolo originale: Six of One
- Diretto da: Anthony Hemingway
- Scritto da: Michael Angeli

### Trama
Scorpion (Kara Thrace) con l'arma in pugno supplica la Roslin di crederle, è convinta di sentire il segnale della Terra, e che questo segnale si stia indebolendo. Pur di essere creduta le consegna la pistola, invitandola a fare fuoco; il presidente Roslin spara un colpo colpendo solo una foto sopra un mobile, nella stanza entrano le guardie di sicurezza con l'ammiraglio che intanto erano giunte all'ingresso ed arrestano Scorpion ormai fuori di senno. Sulla nave base cylone si discute di riprogrammare i caccia, visto che questi si rifiutano di attaccare la flotta degli umani, ma altri cyloni si oppongono a questa lobotomia, dopo una votazione si decide per la riprogrammazione scatenando discordie coi cyloni contrari a queste modifiche. Sul Galactica Lee Adama accetta il posto vacante nel consiglio dei dodici offertigli da Tom Zarek (vicepresidente) e si trasferisce sul Colonial One. I cyloni contrari alla lobotomizzazione dei caccia affrontano una discussione con Numero Uno, il modello cylone che sembra comandare sugli altri. Uno non intende fermare la riprogrammazione, allora due centurioni, ai quali è stato rimosso l'inibitore cefalico, uccidono l'intero consiglio cylone, Numero Uno compreso. L'ammiraglio Adama decide di liberare Scorpion e le affida una nave per permetterle di cercare la Terra seguendo un'altra rotta.
- Conto dei sopravvissuti: 39.676

## Tragica verità
- Titolo originale: The Ties That Bind
- Diretto da: Michael Nankin
- Scritto da: Michael Taylor

### Trama
Il Numero Uno viene resuscitato, la flotta cylone è divisa in due, fra quelli che vogliono dare il libero arbitrio a tutti e quelli che vogliono mantenere il controllo sugli altri, la nave base cylone dove è avvenuta l'uccisione del Numero Uno è in mano alle Sei ed ai suoi alleati. 
Cally, la moglie del capo Tyrol si sveglia col pianto del suo bambino, ma il marito non c'è. Lo trova al bar in compagnia di Tory la quale lo sta accarezzando. 
Lee Adama si insedia quale rappresentante della popolazione di Caprica come delegato membro del consiglio e si scopre che Kara Thrace (Scorpion) ha proseguito la ricerca della Terra seguendo un'altra rotta con la nave Demetrius affidatale dall'amimiraglio. Sulla Demetrius intanto dopo ventidue giorni di navigazione l'equipaggio è scontento del comando di Kara, impartisce ordini contrastanti e la ricerca non ha portato ancora a nulla. 
Il redivivo Numero Uno tornato sulla nave base cylone controllata dalle Sei discute su come ricomporre la frattura che si è creata nella flotta cylone, gli viene chiesto dalle Sei di smettere di lobotomizzare i caccia e resuscitare le Numero Tre (modello D'Anna) che fino ad ora erano state disattivate. Numero Uno non è d'accordo sul ripristino delle D'Anna, ma le Sei insistono che vogliono ricostruire la grande unita dei cyloni con tutti e dodici i modelli che la compongono. Numero Uno afferma di non credere che ciò sia possibile ma esporrà queste richieste al resto della sua flotta, e i centurioni lo scortano fuori dalla nave base cylone. Con un tranello i Numero Uno tendono un'imboscata alle navi delle "ribelli" Sei, le attaccano nello spazio fuori dalla portata della nave Resurrection, esse moriranno per sempre. 
Sul Galactica Cally con l'assunzione di psicofarmaci è diventata paranoica, segue il marito Tyrol e assiste, nascosta dietro una paratia, ad un incontro del marito con Saul e Tory, dove apprende che sono tutti e tre cyloni, anche il suo amato compagno. Più tardi, tornata al suo alloggio, colpisce il marito Tyrol rubandogli la chiave del quadro comandi che apre il portello di lancio nello spazio. Prende dal lettino suo figlio e raggiunto il ponte di lancio inserisce la chiave nel quadro, pronta al suicidio. Tory raggiunge Cally al portello, Cally l'aggredisce verbalmente dicendole che ormai sa chi è lei, e che conosce anche gli altri cyloni nascosti sul Galactica. Tory però la convince a fidarsi di lei, ma una volta avuto suo figlio in braccio la colpisce. Raggiunto il quadro comandi interno Tory fa aprire il portello e lancia Cally nello spazio uccidendola. L'episodio termina con l'ammiraglio e Tyrol seduti uno di fronte all'altro in silenzio in un piccolo alloggio, Tyrol è molto provato in volto, si capisce che l'ammiraglio in persona è venuto a comunicargli la tragedia del suicidio della moglie.
- Conto dei sopravvissuti: 39.675

## Fuga dalla realtà
- Titolo originale: Escape Velocity
- Diretto da: Edward James Olmos
- Scritto da: Jane Espenson

### Trama
L'episodio si apre con il rito funebre per Cally. Il colonnello Tigh fa visita a Caprica Sei in cella, tutti i giorni. Tory e Saul Tigh visitano il neo vedovo Galen Tyrol e lo rimproverano per il suo strano comportamento, potrebbe rivelare la loro identità di cyloni. Tory chiede a Tyrol perché Cally si sia suicidata (ma è stata Tory stessa ad ucciderla, vedi ep. precedente), Tyrol è convinto che il suicidio sia dovuto al fatto che Cally credesse che lui e Tory avessero una relazione, cosa non vera. Saul consiglia a Tyrol di affrontare il dolore da uomo, forte, mentre Tory gli ricorda che loro sono cyloni per cui devono mettere da parte i sentimenti. Un gruppo di uomini col volto mimetizzato (i figli di Ares) gettando una granata fumogena, irrompono nella comunità dove risiede Gaius Baltar, picchiano le donne e devastano gli arredi alla ricerca di Baltar, ma il raid non porta risultati e gli aggressori dopo soli due minuti fuggono. Intanto il capo Galen Tyrol con la mente oppressa dai recenti accadimenti sbaglia a sostituire un ricambio su un caccia e questo provoca un grave incidente di volo. Gaius dopo l'assalto subito assale a sua volta un gruppo di religiosi in preghiera degli antichi dei (Zeus, Afrodite, Artemide), sfiorata la rissa arrivano due marines della sicurezza che lo arrestano. L'ammiraglio ed il presidente Roslin sono preoccupati per l'escalation di violenza a sfondo religioso, dopo una visita a Baltar in cella il presidentre lo fa scarcerare. L'ammiraglio raggiunge Tyrol al bar e cerca di consolarlo per la perdita di Cally, ma lui reagisce male, tanto che Adama gli revoca l'incarico di capo meccanico e lo assegna ad altro. Il presidente Roslin emana un decreto per impedire le assemblee pubbliche sopra un certo numero di partecipanti, il consiglio non è d'accordo con questa misura restrittiva. Saul Tigh visita caprica Sei nella cella, spegne le telecamere di sicurezza e allontana il personale di guardia, dopo un discorso sul dolore Caprica Sei lo picchia a sangue sul volto chiedendogli "Che cosa provi Saul? Riesci a vedere le cose con chiarezza?". Gaius Baltar viene picchiato da un marine che obbediva all'ordine di restrizione delle assemblee, Gaius voleva solamente entrare nei suoi alloggi e andare a dormire, ma dentro c'erano altre persone il cui numero superava quello prefissato dalla legge. Sopraggiunge Lee Adama con altri marines che annuncia l'annullamento delle restrizioni per le assemblee, il consiglio ha votato per la cancellazione del decreto restrittivo. Adama continua a leggere alla Roslin mentre questa si sottopone alle cure. Gaius ferito e sanguinante attira ancora più a sé le sue seguaci. In cella Caprica Sei ammette lo sbaglio di aver picchiato Saul e capisce che lui ha bisogno d'amore, lo bacia. L'episodio si conclude con Gaius che parlando alla folla di seguaci afferma: "Voi dovete amare voi stessi, come potrete amare gli altri se non amate voi stessi? Voi siete perfetti perché Dio vi ama come siete per cui ognuno di voi è perfetto, voi siete perfetti così come siete.". La folla lo applaude.
- Conto dei sopravvissuti: 39.675

## Guerra tra Cyloni
- Titolo originale: The Road Less Travelled
- Diretto da: Micheal Rymer
- Scritto da: Mark Verheiden

### Trama
L'episodio inizia sulla Demetrius, la nave data a Kara per cercare la Terra, siamo al 58º giorno di navigazione. Kara continua a dipingere la sua visione della rotta per la Terra, è agitata e sembra un po' stanca e fuori di testa, non è riuscita ancora a trovare la direzione giusta verso casa. Sul Galactica Gaius Baltar predica ai suoi discepoli, usa anche una trasmittente come una piccola stazione radio pirata. Sulla Demetrius l'equipaggio è stanco degli insuccessi di Kara, desidera ricongiungersi alla flotta e lo si farà fra due giorni. Kara esce in ricognizione con un viper, sotto i commenti negativi degli altri membri della Demetrius. Hot Dog è in ricognizione con lei quando il Dradis segnala un contatto non identificato, si tratta di un caccia cylone molto danneggiato. Sul caccia c'è Leoben, è venuto a cercare Kara per offrire una tregua fra i cyloni e gli umani ed aiutarla a trovare la Terra. Leoben attracca con il caccia sulla Demetrius e viene condotto ammanettato davanti a Kara. Le dice che il l'equipaggio non si fida più di lei e che l'ibrido che controlla la nave base cylone vuole parlarle per aiutarla a trovare la Terra. Leoben viene portato negli alloggi di Kara come da suo espresso ordine. Sul Galactica Tyrol non riesce a capire il suicidio della moglie Cally, come poteva suicidarsi abbandonando un figlio piccolo? Tory cerca di calmarlo ma accenna anche al fatto che sua moglie potrebbe aver scoperto che lui, Galen, fosse un cylone. Sulla Demetrius Anders trova Leoben e Kara che dipingono insieme la solita visione ossessiva avuta dalla donna, colpisce Leoben e lo fa rinchiudere nel magazzino. Leoben rivela ad Anders che gli altri cyloni li hanno attirati in una trappola, li hanno attaccati e da allora con la nave base danneggiata stanno andando alla deriva, gli propone un'alleanza, gli umani devono salvare questi cyloni dai loro fratelli che vogliono ucciderli ed in cambio l'ibrido indicherà a Kara la rotta per la Terra.
L'equipaggio, venuto a conoscenza di questa proposta la valuta come una trappola mentre Kara decide di verificare il racconto di Leoben per non rinunciare alla possibilità di ritrovare la rotta. Sul Galactica Gaius Baltar continua a predicare mentre Tyrol e Saul Tigh si confrontano sui rispettivi problemi personali. Sulla Demetrius il sergente Matias muore ucciso dall'esplosione di gas mentre controlla il caccia cylone ancorato allo scafo. Sul Galactica Tyrol dopo aver aggredito Baltar impugna una pistola pronto a farla finita. Sul Demetrius Kara accusa Leoben della morte di Matias, lui insiste col racconto di essere stati attaccati dagli altri cyloni ed invita Kara ad ucciderlo, la nave resurrection è fuori portata e lui morirebbe definitivamente. Kara torna sul ponte della Demetrius, l'equipaggio è molto sospettoso e scontento, lei vuole cercare la nave base, gli altri vogliono tornare alla flotta. Sul Galactica Gaius fa visita a Tyrol, gli chiede scusa per aver parlato della moglie (Cally) morta e riceve il perdono, con una stretta di mano. L'episodio termina sulla Demetrius, con il rifiuto di tutti gli ufficiali di effettuare il salto alla ricerca della base cylone danneggiata, ordine impartito da Kara: l'XO, Helo, la solleva dall'incarico di capitano della nave.
- Conto dei sopravvissuti: 39.676

## Fede
- Titolo originale: Faith
- Diretto da: Michael Nankin
- Scritto da: Seamus Kevin Fahey

### Trama
L'episodio inizia con la situazione di contrasto venutasi a creare sul ponte di comando della Demetrius tra Scorpion al comando ed i suoi ufficiali capeggiati da Helo (XO) che si oppongono alla decisione di Kara di effettuare il salto alle coordinate indicate dal numero due cylone trovato a bordo della navetta da trasporto danneggiata e poi esplosa. Helo dichiara che Scorpion è sollevata dal comando e ordina di metterla agli arresti facendola immobilizzare dai marine, ma Anders vista la situazione decide di rimanere fedele a Scorpion puntando la pistola sui tutti i presenti. Helo ordina a Gaeta di effettuare un salto per ricongiungersi alla flotta, ma Anders reagisce sparando a Gaeta per fermarlo ferendolo gravemente ad una gamba. A questo punto tutti i presenti con in testa Scorpion vanno in aiuto di Gaeta ferito. Ristabilito l'ordine, Scorpion e Helo raggiungono un accordo: Scorpion a bordo di un raptor, insieme ad Athena e al numero due cylone, salteranno alla ricerca della nave cylone indicata dal due, gli altri a bordo della Demetrius aspetteranno fino allo scadere del tempo prefissato per il ricongiungimento con il Galactica, 15 ore e 7 minuti. Scorpion e gli altri a bordo del Raptor saltano e si trovano nel bel mezzo dei rottami in fiamme delle navi cyloni ribelli distrutte dagli uno. Solo una nave cylone si è parzialmente salvata, quella da cui proviene il due, e che assomiglia nell'orbita di un pianeta gassoso alla stella cadente vista nelle visioni di Kara. Salite a bordo Scorpion ed Athena, trovano le sei, le otto e i due che avevano disubbidito agli uno. La nave è molto danneggiata ed i caccia cyloni sono inservibili. Nel contempo sulla Demetrius Gaeta molto grave, temendo di perdere la gamba, chiede a Helo di anticipare il salto per ricongiungersi alla flotta, ma Helo rifiuta.
La sei che sembra essere il leader della nave spiega a Kara l'accaduto, e che sono disposte ad allearsi con i coloniali al fine di poter ritrovare gli ultimi cinque e recuperare il modello della tre inscatolato dagli uno. Per far ciò è necessario riacquisire il controllo della nave, visto che l'ibrido non funziona più correttamente dopo l'attacco subito dall'astronave. Athena propone di scollegarlo e interfacciare i sistemi di comando dell'astrobase con il raptor per poter effettuare il salto e ricongiungersi con la Demetrius che li aspetta. Kara (Scorpion) e Athena insieme alle sei si recano nella sala dell'ibrido dell'astrobase, dove questo prima di essere disattivato, guardando Kara le dice "tu sei l'araldo della morte, li condurrai tutti alla morte". L'episodio si conclude con l'astrobase che salta giusto in tempo per potersi ricongiungere con al Demetrius.
- Conto dei sopravvissuti: 39.675

## Nuovi alleati
- Titolo originale: Guess What's Coming to Dinner
- Diretto da: Wayne Rose
- Scritto da: Michael Angeli

### Trama
La registrazione di una trasmissione radio pirata di Gaius Baltar viene sottoposta al presidente Roslin da Lee Adama, chiedendole di rivelare se il contenuto è vero; la Roslin ammette che ciò rappresenta la verità: lei sta condividendo visioni con Caprica Sei e con Sharon Agaton (sono due cyloni). Sulla nave base cylone ribelle intanto si preparano a saltare simultaneamente con la Demetrius per raggiungere la flotta del Galactica: il salto deve essere simultaneo perché se comparisse prima la nave cylone il Galactica all'oscuro dell'accordo fatto dall'equipaggio della Demetrius coi cyloni ribelli, aprirebbe sicuramente il fuoco distruggendo la nave base già molto danneggiata. Le due navi effettuano il salto contemporaneamente, ma qualcosa sulla Demetrius va storto e non raggiunge la flotta ma resta nella stessa posizione, ci vorrà qualche minuto per riattivare l'FTL (il motore per il salto). La nave base cylone ribelle appare in mezzo alla flotta, il Galactica ignaro che si tratti di alleati si prepara ad attaccarla, il vice comandante Saul Tigh blocca l'ordine di attacco dell'ammiraglio Adama appena in tempo, appare la Demetrius che avvisa il Galactica della non bellicosità della nave base cylone. Alcune navette con a bordo dei marines e il vice comandante Tigh giungono a bordo della nave base cylone, nella perlustrazione trovano i cyloni residenti e Kara Thrace che afferma "Colonnello... loro sono con me!". La risposta sarà: "Loro sono con lei??? E allora chi è stato a sparare a Gaeta?". Nell'infermeria del Galactica il dottore decide di amputare la gamba ferita del tenente Gaeta. L'ammiraglio Adama e la Roslin ascoltano la Numero Sei che comanda la nave base, lei spiega che i modelli cylone Due, Sei e Otto si erano convinti di dover cercare gli ultimi cinque, a tale proposta si erano opposti con forza i modelli Uno, Quattro e Cinque; Adama fa notare che i modelli cyloni conosciuti sono sette, perché lei ne ha citati solo sei? La risposta viene da Sharon: "Le Tre, le D'Anna, il suo modello è inscatolato per punizione". Le Tre erano state punite perché avevano visto i volti degli ultimi cinque, cosa proibita. La Sei chiede aiuto per riattivare le Tre, affinché queste ultime possano rivelare l'identità degli ultimi cinque, con essi si potrà trovare la Terra: loro infatti conoscono la rotta essendoci stati. In cambio di questo aiuto la Sei rivela che le Tre sono custodite nell'Hub centrale di resurrezione, se venisse distrutto questo Hub, i cyloni non potrebbero più risorgere e morirebbero definitivamente. Ottenuta la parola dell'Ammiraglio per la collaborazione, la Sei annuncia che gli ultimi cinque modelli cylone si trovano nell'equipaggio della flotta, ecco perché durante l'attacco nella nebulosa i caccia cyloni cessarono le ostilità e si ritirarono, dopo aver scoperto questo non potevano permettersi di colpirli. Più tardi Adama chiede a Thig come mai avesse interrotto il suo ordine di attacco, il colonnello risponde "Non lo so... che posso dirti... pura fortuna...", sorridendo Adama lo ringrazia. Un raptor viene inviato a fotografare l'Hub centrale di resurrezione, nell'infermeria il tenente Gaeta vuole assistere sveglio all'amputazione della propria gamba ferita, vuole un'anestesia locale. L'Ammiraglio, la Roslin e Tigh discutono se collaborare e fidarsi dei cyloni ribelli, decidono per la collaborazione, ma in quanto a fidarsi si vedrà. Il consiglio delle colonie rimane perplesso della decisione della Roslin di collaborare coi ribelli, "Perché non ci ha interpellati?". Nel suo ufficio la Roslin affronta Tory, l'accusa di andare a letto con Gaius Baltar, ma le assegna il compito di sapere da Baltar stesso chi è l'informatore che alimenta le voci sulle visioni condivise. Sulla nave base i cyloni ribelli decidono di non fidarsi degli umani, finita l'azione pianificata dell'attacco all'hub, programmano di prendere in ostaggio gli umani per farsi consegnare gli ultimi cinque. Il tenente Gaeta nell'infermeria canta, canta una canzone triste, canta quando sente il formicolio della sua gamba ormai fantasma. Lee Adama consiglia al presidente Laura Roslin di placare l'ira del consiglio e Tory scopre che a rivelare le voci sulle visioni a Baltar è stata Caprica Sei. Accettando il consiglio di Lee la Roslin fa parlare la Numero Sei capo dei ribelli davanti al consiglio, questa spiega che la morte è il completamento della vita, senza la morte la vita non verrebbe vissuta col pieno significato che ha. Nel sonno, sia la Roslin che Sharon hanno una visione dove Era (la figlia di Sharon) viene presa in braccio e portata via da una Numero Sei (si scoprirà successivamente che si tratta di Caprica Sei) assieme a Gaius Baltar, questa visione è ambientata in un teatro dell'opera. Kara fa visita alla Roslin e le rivela che la visione del teatro è già stata annunciata dall'Ibrido della nave base ribelle poco prima che lo disattivassero. I cyloni ribelli che comandano la nave base si pentono del piano di rapire gli umani ma ormai i centurioni sono in ballo, non si può fare altro che prendere tempo con Adama, la Roslin si reca sulla nave base cylone ribelle: vuole parlare con l'ibrido delle sue visioni; porta Gaius Baltar con sé avendo visto anche lui nel sogno. Sharon (Athena) scopre dal quaderno di Era che la bambina è ossessionata dalla Sei, in quell'istante la bimba fugge e si aggira spersa per il Galactica, il fato vuole che incontra la Numero Sei capo dei cyloni ribelli scortata, mentre si appresta ad andare a parlare con l'ammiraglio per prendere tempo. La Numero Sei abbraccia Era, ma sopraggiunge Athena (Sharon) che impaurita dalla visione nella quale la cylone le sotteaeva sua figlia, estrae la pistola puntandola verso la Sei ed intimandole di lasciare Era. Adesso è la bambina che si stringe ad una gamba della Numero Sei sotto lo sguardo di Athena la quale fatta allontanare Era da Tyrol, dice: "Tu non prenderai mai mia figlia!" e spara due colpi alla Numero Sei che cade a terra. Sulla nave base cylone ribelle La Roslin e Baltar sono giunti nella sala dove c'è l'ibrido, il presidente chiede di riattivarlo. L'episodio termina con l'ibrido che appena riattivato effettua un salto per non si sa dove, sul Galactica il tenente Gaeta canta la solita triste canzone.
- Conto dei sopravvissuti: 39.673

## Il candidato
- Titolo originale: Sine Qua Non
- Diretto da: Rod Hardy
- Scritto da: Michael Taylor

### Trama
Con la scomparsa del presidente e di metà della flotta Viper, l'ammiraglio Adama conduce le ricerche con scelte tali da rendere la flotta vulnerabile. Lee sconsiglia al vicepresidente (furente per l'operare dell'ammiraglio) di subentrare alla Roslin, poiché Adama con le sue forze militari non lo riconoscerebbe. Lee si mette alla ricerca di un possibile candidato ad interim, con l'aiuto dell'avvocato Lampkin, difensore del processo di Baltar. Nel frattempo l'ammiraglio fa arrestare Athena per l'omicidio della Sei. L'ammiraglio apprende poi dal dottore che la Sei imprigionata è incinta del comandante Tigh. Le ricerche dell'ammiraglio scoprono che la nave Resurrection è stata distrutta, ma nessuna traccia della nave scomparsa. Infine, Romo Lampkin riesce a far ragionare Adama facendogli capire che sta mettendo a rischio l'intera flotta perché coinvolto sentimentalmente nella ricerca dei dispersi e in particolare della Roslin. L'Ammiraglio decide dunque di non dividere più la flotta ma aspettare in un raptor sul punto del randezvous il ritorno della nave ribelle..Per questo rassegna le sue dimissioni, lasciando il comando a Tigh, a cui impartisce di liberare Athena come ultimo ordine.
Per quanto riguarda la ricerca di un candidato alla presidenza, alla fine la scelta cade su Lee che presta giuramento.
- Conto dei sopravvissuti: 39.674

## L'hub
- Titolo originale: The Hub
- Diretto da: Paul Edwards
- Scritto da: Jane Espenson

### Trama
Gli eventi di questo episodio si svolgono contemporaneamente a quelli dell'episodio precedente.
Nell'hub di resurrection la 3 viene riattivata per mettere fine al conflitto. Il suo risveglio è sentito dall'ibrido della nave base ribelle, alla presenza del presidente, la quale discute col marito di Athena se sia onesto violare i termini dell'accordo con i cyloni. La nave base ribelle raggiunge l'hub di resurrection e dà il via all'attacco, distruggendo innanzitutto l'FTL. 
Nel frattempo Baltar è ferito da un'esplosione sulla nave base ribelle. Il presidente gli presta soccorso, ma si tira indietro quando Baltar le confessa di aver permesso ai cyloni di ottenere i codici di difesa delle colonie, per poi ripensarci di nuovo. Recuperata la 3 i viper lanciano un attacco nucleare distruggendo l'hub. La Tre è portata dal presidente, ma rifiuta di fare i nomi dei cinque senza prima sentirsi al sicuro. Durante tutto l'episodio, a ogni salto della nave, la Roslin ha visioni di lei morente in varie circostanze, e immagina di parlare al suo subconscio, personificato dalla sacerdotessa Elosha. Questa le dice che era diventata troppo cinica e che non poteva giudicare se una persona era meritevole o no di morire. Inoltre, le dice che ''ha bisogno di amare qualcuno''. La nave ribelle salta infine alle coordinate dove l'ammiraglio Adama si era messo ad aspettare.Quando lui rincontra la Roslin, i due confessano finalmente i loro sentimenti per l'altro.
- Conto dei sopravvissuti: 39.673

## Rivelazioni
- Titolo originale: Revelations
- Diretto da: Michael Rymer
- Scritto da: Bradley Thompson e David Weddle

### Trama
La nave base cylone che ha distrutto la Resurrection e portato via D'Anna si ricongiunge alla Flotta coloniale. D'Anna, che la controlla, tiene in ostaggio la squadra di recupero umana fino a quando gli ultimi 4 cyloni presenti nella flotta andranno sulla nave base. Tory va subito sulla nave base e si fa riconoscere dai cyloni, gli altri 3 sul Galactica sentono una musica che li porta al viper con cui è tornata Kara e che capta un segnale coloniale che indica la rotta per la Terra. Anche gli altri 3 cyloni nella flotta si rivelano. Tutta la flotta coloniale e la nave base arrivano sulla Terra e la trovano in condizioni invivibili.
- Conto dei sopravvissuti: 39.665

## Voglia di farla finita
- Titolo originale: Sometimes a Great Notion
- Diretto da: Michael Nankin
- Scritto da: Bradley Thompson e David Weddle

### Trama
Dopo la scoperta della Terra devastata, tra gli equipaggi delle navi coloniali inizia un periodo di sconforto e desolazione.
Numerosi sono i casi di suicidio ed il morale è a terra.
Quando Lee Adama dichiara al Consiglio delle 12 Colonie l'intenzione di cercare nuovi sistemi solari che possano ospitare la vita, il tenente Dualla, dopo essersi riavvicinata all'ex marito Lee lo saluta con un ultimo bacio prima di togliersi la vita sparandosi un colpo di pistola alla tempia. Nel frattempo sul pianeta vengono ritrovati i resti di un Viper con un pilota morto. Il cadavere non è riconoscibile, anche se i capelli biondi sotto il casco lasciano intuire la sua identità. Kara Thrace si avvicina al corpo e prende la targhetta identificativa, scoprendo il suo stesso nome. Kara non è in grado di spiegare l'accaduto, decide allora di bruciare il corpo e non fare parola con nessuno dell'accaduto. Nel frattempo i 4 componenti della flotta che fanno parte degli ultimi 5 ricordano improvvisamente scene di vita vissuta sulla Terra. L'episodio si chiude con Tigh che rievoca la sua vita passata e improvvisamente ha un'illuminazione: il quinto componente degli ultimi 5 è sua moglie Hellen.
- Conto dei sopravvissuti: 39.650

## Alleanza permanente
- Titolo originale: A Disquiet Follows My Soul
- Diretto da: Ronald D. Moore
- Scritto da: Ronald D. Moore

### Trama
Nella flotta l'idea di rendere permanente l'alleanza genera dissenso. Con la tecnologia cylone gli FTL potrebbero essere aggiornati fino a triplicare le capacità di salto, aumentando le possibilità di trovare un pianeta abitabile, ma i cyloni in cambio chiedono diritti civili (protezione) e politici (rappresentanza al consiglio), suscitando il disappunto di Gaeta che organizza una riunione segreta di soldati scontenti. Nel frattempo il capo Tyrol apprende dal dottore di non essere il padre di suo figlio (in infermeria perché ammalato). L'ammiraglio scopre poi che il presidente ha interrotto le cure perché ha bisogno di ''vivere un po' prima di morire". A un sermone di Baltar, il capo Tyrol interviene per picchiare il vero padre del figlio e i due si ritrovano poi insieme in infermeria accanto al bambino.
Una nave di propellente si ammutina istigata dal vicepresidente Zarek. Adama ordina di arrestare Zarek, che in cella riceve da Gaeta l'offerta di un colpo di Stato. L'episodio si conclude con la Roslin e Adama che si danno la buonanotte abbracciati a letto.
- Conto dei sopravvissuti: 39.644

## Ammutinamento
- Titolo originale: The Oath
- Diretto da: John Dahl
- Scritto da: Mark Verheiden

### Trama
Negli alloggi dell'ammiraglio, Saul Tigh comunica ad Adama che molte navi si rifiutano di far salire a bordo il personale Cylone (che deve procedere all'upgrade dei motori FTL) e che si registra un'ostilità crescente nella flotta verso i nuovi alleati. Adama, tramite Lee, fa sapere al consiglio dei 12 di essere pronto di imprigionare, al pari di Zarek, chiunque si rifiuti di collaborare.
Nel frattempo Felix Gaeta fa fuggire Zarek, e lo fa tornare sul Colonial One, dove Zarek comunica di essere stato liberato da Adama. Lee alla vista di Zarek resta contrariato e decide di rientrare sul Galactica per chiarire col proprio padre il perché di tali ordini contrastanti.
Sul Galactica intanto i rivoltosi alleati di Gaeta, tra cui anche diversi civili, iniziano ad armarsi. Gaeta ha una posizione privilegiata nel CIC per sabotare le comunicazioni e tirare le fila dell'ammutinamento.
Lee al rientro sul Galactica viene aggredito dai rivoltosi, e solo il pronto intervento di Kara, che nel frattempo di è accorta dell'ammutinamento in corso, gli salva la vita.
I rivoltosi imprigionano nella cella che già ospita Caprica 6, Sam, Helo, Athena e la figlia.
Nel CIC anche Adama e Saul vengono fatti prigionieri: Adama prova ad usare la propria autorità per intimorire i rivoltosi ma senza risultato. Prima di lasciare il CIC verso la cella dove dovranno venire rinchiusi in attesa di processo, Adama minaccia Gaeta: la rivolta non avrà successo, e Gaeta sarebbe morto per nulla. Lungo la strada per la cella Adama e Saul sopraffanno i marines e riescono a liberarsi.
Nel frattempo Lee e Kara recuperano il presidente Roslin e la portano nel rifugio di Baltar, dove Galen Tyrol sta organizzando la resistenza. Il presidente finalmente ritorna in sé, ed utilizzando l'impianto wi-fi di Baltar lancia un appassionato messaggio alla flotta, di non appoggiare i rivoltosi guidati da Gaeta.
In una stiva di carico Tyrol riesce a far arrivare un Raptor dalla nave base, di modo di permettere al presidente e a Baltar di lasciare il Galactica: anche Adama e Tyrol riescono a raggiungere la stiva di carico. Adama saluta la Roslin che sale sul Raptor; lui e il colonnello Tigh restano nella stiva di carico assediata dai marines a copertura della partenza del Raptor, mentre Lee, Kara e Tyrol rientrano nel condotto da cui sono venuti per continuare la resistenza.
Appena decollato, Gaeta vede il Raptor sul dradis ed ordina di abbatterlo.
- Conto dei sopravvissuti: 39.643

## Colpo di stato
- Titolo originale: Blood on the Scales
- Diretto da: Wayne Rose
- Scritto da: Michael Angeli

### Trama
Hot Dog si rifiuta di abbattere il Raptor con a bordo il presidente Roslin, che atterra sulla nave Cylone. Qui il presidente convince gli alleati Cyloni a non fuggire e a schierarsi al centro della flotta per non venire attaccati dal Galactica.
L'ammiraglio e il colonnello Tigh vengono nuovamente catturati: mentre Tigh viene condotto in cella con gli altri Cyloni, l'ammiraglio viene condotto nei suoi ex alloggi, ora occupati da Gaeta, per subire un rapido processo, che vede Gaeta come PM, Zarek come giudice e Romo come avvocato. L'esito del processo farsa è la condanna a morte tramite fucilazione.
Nel frattempo Zarek fa fucilare tutti membri del consiglio del 12 - meno Lee che non è presente - perché questi si rifiutano di schierarsi con lui, portando così a compimento il colpo di stato.
Lee e Kara liberano i prigionieri Cyloni più Helo, durante la fuga della cella però Sam viene colpito da un proiettile vagante alla testa. 
L'ammiraglio viene condotto davanti al plotone d'esecuzione, ma Lee e Tigh lo salvano: con le armi in pugno, si dirigono verso il CIC. Lungo la strada reclutano nuovi marines, soldati e ufficiali che oramai non stanno più dalla parte di Gaeta e Zarek. Il CIC e il Galactica sono riconquistati, Gaeta e Zarek sono condannati a morte per tradimento e fucilati dal plotone di esecuzione.
Determinante è stato il supporto di Tyrol, che ha disattivato i motori FTL impedendo al Galactica di saltare lasciando le navi della flotta non schierate coi rivoltosi: durante questa operazione, Tyrol nota una crepa di grandi dimensioni nello scafo del Galactica.
- Conto dei sopravvissuti: 39.603

## Danni strutturali
- Titolo originale: No exit
- Diretto da: Gwyneth Horder-Payton
- Scritto da: Ryan Mottesheard

### Trama
L'episodio racconta due storie su due linee temporali differenti, la prima nel tempo presente a bordo del Galactica, la seconda parte 18 mesi prima a bordo di una nave base Cylone durante l'occupazione di New Caprica, al termine dell'episodio le due storie temporalmente convergono.
A bordo del Galactica Tyrol mostra all'ammiraglio Adama i danni strutturali scoperti al termine dell'episodio precedente, quando Tyrol stava disattivando i motori FTL per impedire agli ammutinati di fare il salto. Adama chiede a Tyrol di guidare le riparazioni con un gruppo di soli umani, e gli offre il suo vecchio ruolo di "Capo". Durante le riparazioni Tyrol scopre danni insanabili con la sola tecnologia umana, chiede ad Adama di poter usare tecnologia Cylone ma questi rifiuta.
Sulla nave base Cylone 18 mesi prima, Ellen Tigh resuscita dopo essere stata avvelenata da Saul. Dopo un attimo di disorientamento, Ellen è subito a suo agio nell'impartire comandi a un centurione. Cavil la va subito a trovare: Ellen lo chiama John, e dice di averlo creato a somiglianza del proprio padre. Ellen chiede a Cavil di fermare la lotta contro gli umani, ma Cavil rifiuta, affermando di volere giustizia per i propri simili che erano stati schiavi degli uomini 40 anni prima.
A bordo del Galactica, Sam a causa del proiettile conficcato nelle testa recupera la memoria sulla propria esistenza Cylone, fa chiamare da Kara che lo accudisce Saul, Tyrol e Tori ed inizia il proprio racconto: la tredicesima tribù di Cobol era composta da Cyloni, che andarono a vivere sulla Terra. Portarono con sé la tecnologia della resurrezione, ma la dimenticarono allorquando i Cyloni iniziarono a procreare naturalmente sulla Terra. Gli ultimi 5 lavorano tutti ad un laboratorio di ricerca, Ellen e Saul erano sposati, Tyrol e Tori stavano insieme. Gli ultimi 5 re-inventarono la resurrezione, con grande merito ad Ellen, e al momento dell'olocausto nucleare la loro memoria biologica venne trasferita a 5 nuovi corpi su una nave in orbita attorno al pianeta. 
Sulla nave base Cylone 12 mesi prima, John mostra ad Ellen le immagini del tempio. Dice che la numero 3 D'Anna ha visto nel tempio i volti degli ultimi 5 ed afferma di aver "inscatolato" il modello. Ellen si dichiara estranea sia alla costruzione del tempio, che afferma essere stato creato dalla 13ª tribù durante il suo viaggio per la Terra, sia alle visioni di D'Anna, che afferma potrebbero essere state generate dal "vero" Dio. Al termine del discorso, John esprime ad Ellen tutto il suo rancore per averlo creato in un corpo umano: egli non sopporta i limiti della natura umana, la fragilità del corpo, le malattie, le limitazioni connesse all'umanità in generale. Boomer, che assiste a tutti i dialoghi tra Ellen e John, è d'accordo con John.
A bordo del Galactica Sam continua il suo racconto: i 5 iniziarono il loro viaggio verso le 12 colonie, per avvertire gli umani di non ripetere lo stesso errore, costruire i centurioni Cyloni, schiavizzarli ed entrare in guerra con loro. Siccome i motori FTL non erano disponibili, viaggiarono a velocità "sub-luce" (prossima ma comunque inferiore a quella della luce): come affermato da Einstein nella propria teoria della relatività, il tempo per loro passò lentamente, ma arrivarono alle 12 colonie circa 2.000 anni dopo, quando era già in corso la prima guerra contro i Cyloni. Questi avevano già creato gli ibridi: i 5 chiesero ai Cyloni di interrompere la guerra contro gli umani, in cambio gli offrirono 8 modelli umani e la tecnologia della resurrezione. John (alias Cavil) fu il primo degli 8 modelli. Kara teme di essere il modello n.7 fino a quel momento sconosciuto, ma Sam afferma che il settimo modello si chiamasse Daniel. John aiutò i 5 a creare gli altri modelli, nei quali Ellen decise di inserire nella programmazione la fede in Dio, convinta che il concetto di misericordia potesse aiutare a far cessare le ostilità con gli umani.
Sulla nave base Cylone 6 mesi prima si accentuano i dissapori tra John ed Ellen: questa dice a John che Daniel era un artista e che sa che è stato John stesso ad averlo ucciso e ad aver sabotato la sua linea. Boomer inizia a essere perplessa, mentre Ellen non riesce più tenere a bada la rabbia di John. John afferma di aver mandato gli ultimi 5 a vivere tra gli umani come punizione e di avergli dato un posto in prima fila per l'olocausto.
Sul Galactica le condizioni di Sam peggiorano, Kara autorizza il Dottor Cottle a procedere con l'intervento di rimozione del proiettile, Sam si oppone, ha paura di perdere i ricordi, ma Kara è irremovibile. Mentre gli infermieri lo preparano per l'operazione, Sam continua il racconto: John, adirato contro i 5 per averlo creato come umano, li uccide. Quando rinascono, egli ha inibito la loro vera memoria ed ha inserito ricordi falsi e li ha inviati a vivere tra gli umani. Il primo fu Saul poco dopo la fine della prima guerra. Mentre lo portano verso la camera operatoria, Sam urla a Saul di restare con la flotta, poiché quello che gli sta per succedere è un dono degli angeli.
Nella scena successiva, Saul è nei propri alloggi con numero 6 a fantasticare sulla nascita del loro figlio.
Sulla nave base Cylone poco dopo la distruzione dell'Hub di risurrezione, John chiede a Ellen di ricostruirla, accennando all'esistenza di un laboratorio di cui gli umani non sono a conoscenza. Ellen afferma di aver bisogno degli altri 4 per ricostruirla, e comunque sostanzialmente rifiuta. John decide di operarla alla testa, per estrarle forzatamente le informazioni sulla tecnologia di resurrezione. Ellen intuisce che si tratta di una vera e propria esecuzione, ma Boomer, che la deve scortare in sala operatoria, si schiera dalla sua parte, la fa salire su Raptor che poco dopo il decollo effettua il salto.
Sul Galactica l'operazione a Sam è terminata, ma Kara ne guarda sconsolata l'encefalogramma, completamente piatto.
Nei suoi alloggi Adama si ubriaca e si impasticca, ma è costretto ancora una volta per il bene della flotta a chiamare il capo Tyrol e ad acconsentire che venga utilizzata la tecnologia Cylone per riparare il Galactica.
- Conto dei sopravvissuti: 39.556

## Liam
- Titolo originale: Deadlock
- Diretto da: Robert Youn
- Scritto da: Jane Espenson

### Trama
Boomer ed Ellen raggiungono il Galactica: il capo Tyrol riconosce Boomer e sembra rivederla con piacere, ma Adama ordina che ella sia immediatamente confinata in cella. 
Ellen aggiorna Adama, Lee e la Roslin sulle intenzioni di Cavil di ripristinare la resurrezione, dopo di che fa appassionatamente l'amore con Saul. Saul le racconta di stare con Caprica 6, ed Ellen fa una scenata di gelosia.
Caprica 6 viene aggredita a "Dogsville", dove i marines non riescono più a tenere l'ordine fra la gente affamata.
Gli ultimi 5 si ritrovano al capezzale di Sam, anche una 6 e una 8 sono presenti: la 6 e la 8 propongono agli ultimi 5 di lasciare la flotta che non è più sicura per loro, soprattutto ora che la figlia di Saul e di Caprica non li rende più dipendenti dagli umani per la riproduzione. Alla notizia della gravidanza Ellen impazzisce letteralmente di gelosia: il personaggio pacato e riflessivo visto nel precedente episodio ha lasciato spazio ad una persona tormentata da passioni umane. Saul decide di restare sul Galactica, Tyrol e Tori di andarsene, assumendo il voto di Sam come identico a quello di Saul, la decisione spetta ad Ellen, che chiede più tempo per decidere.
Ellen va a trovare Caprica 6 e le fa sapere di aver fatto l'amore con Saul, dopo di che convoca una nuova riunione con tutti i Cyloni a bordo del Galactica, per comunicare di aver deciso che i Cyloni lasceranno la flotta. Saul ancora una volta si oppone, Ellen lo accusa di amare il Galactica e William Adama più di chiunque altra persona. La lite si fa furibonda, nel frattempo Caprica 6 si sente male. Portata in infermeria, nonostante le rassicurazioni di Saul ed Ellen perde il bambino. Saul va negli alloggi dell'ammiraglio a cercare conforto: i due si abbracciano, il bambino si sarebbe chiamato "Liam", diminutivo di William.
Baltar richiede ed ottiene dall'ammiraglio di poter armare le proprie "devote", per poter difendere se stessi e i viveri all'interno di Dogsville.
Le riparazioni del Galactica ad opera dei Cyloni con tecnologia e materiali Cyloni continuano, nonostante Adama sia quantomeno preoccupato.
Al termine dell'episodio, il capo Tyrol va a trovare Boomer in cella, mentre l'encefalogramma di Sam mostra segni di attività.
- Conto dei sopravvissuti: 39.556

## Il pianista
- Titolo originale: Someone to Watch Over Me
- Diretto da: Michael Nankin
- Scritto da: Bradley Thompson e David Weddle

### Trama
Kara in qualità di CAG dirige una squadra mista caccia coloniali e incrociatori Cyloni alla ricerca di un pianeta abitabile: i ranghi sono ridotti, le missioni noiose e ripetitive, i motori FTL al limite dell'usura, l'equipaggio demotivato. Kara è distrutta da questa routine e dai continui incubi che riguardano la scoperta del proprio cadavere sulla Terra.
Nel frattempo il Galactica riscontra sempre più problemi dovuti ai danni strutturali: le riparazioni con la sostanza Cylone gli consentiranno solo qualche altro salto.
Il capo Tyrol va a trovare Boomer in cella: la numero 8 dichiara di amarlo ed assieme condividono una "proiezione" di Boomer in cui hanno una vita assieme, una casa ed una figlia. 
Una numero 6 di nome Sonia è eletta nel nuovo consiglio dei capitani che sostituirà il consiglio dei 12: la prima richiesta di Sonia è l'estradizione di Boomer, per poterla condannare a morte per i crimini commessi nella guerra civile Cylone. Tyrol è contrario, ma la Roslin firma la richiesta di estradizione. Tyrol, sconvolto, sfrutta la sua conoscenza della nave per far fuggire Boomer.
Nel frattempo Kara al bar incontra un misterioso pianista che sta componendo una melodia. Sul pianoforte il pianista tiene un cappello nero dove raccoglie qualche spicciolo. Affascinata dalla musica (anche il padre di Kara era pianista - vedi prima stagione) i due entrano in confidenza e Kara si confida con lui.
In seguito va a trovare Helo perché questi ha uno scatolone contenente alcune sue cose; Kara preleva solo un vecchio album del padre ed un disegno che le regala Hera, un elenco di puntini colorati.
Kara, aiutata dal pianista, cerca di suonare una vecchia melodia al piano che le aveva insegnato il padre tanti anni or sono prima di andarsene di casa senza dire nulla: utilizzando il disegno di Hera sovrapposto a un pentagramma, il pianista e Kara suonano la canzone, che è la stessa che aveva riattivato 4 degli ultimi 5. Al termine della canzone, il pianista e Kara hanno un gesto d'intesa identico a quello che Kara faceva nei propri ricordi col padre. Il colonnello Tigh, Ellen e Tory si fanno vicino al piano, il pianista è scomparso.
Boomer va da Athena: la stordisce, la lega e la costringe a vedere se stessa che fa l'amore con Helo - che non l'ha riconosciuta - poi va all'asilo, rapisce Hera e si prepara a decollare con un Raptor. Anche se scoperta, riesce comunque a fuggire, saltando coi motori FTL nei pressi del Galactica e causando ad esso ulteriori danni.
Il presidente Roslin avverte che Hera è stata portata via, e cade a terra esanime. Il capo Tyrol, che capisce di essere stato raggirato, è disperato.
La fuga di Ellen era quindi l'ennesima macchinazione - riuscita - di Cavil che voleva Hera.
Come ha fatto Hera a comporre la melodia, si domanda Saul? Ellen afferma che ella è "sintonizzata" con qualcosa che li sta manovrando tutti.
Kara assiste Sam: uno stereo riproduce l'album del padre di Kara, Dreilide Thrace - Live at the Helice Opera House. La copertina raffigura un uomo coi capelli lunghi, chino sul piano, che indossa un cappello nero.
- Conto dei sopravvissuti: 39.556

## Un angelo tra noi
- Titolo originale: Islanded in a Stream of Stars
- Diretto da: Edward James Olmos
- Scritto da: Michael Taylor

### Trama
Altre 61 persone, di cui 26 Cyloni, perdono la vita durante le riparazioni del Galactica per i danni causati da Boomer al momento del salto FTL. Oramai il Galactica sembra giunto al capolinea: i tecnici Cyloni non gli danno più di 5 ulteriori salti, mentre i capitani delle altre navi litigano per accaparrarsi eventuali pezzi di ricambio estratti dal Galactica stesso.
Ellen afferma che Cavil potrebbe aver portato Hera alla "Colonia", vale a dire dove i centurioni e gli ultimi 5 si erano ritirati dopo la prima guerra con gli umani. Anche se riluttante, l'ammiraglio acconsente a far partire un caccia pesante per verificare se Hera sia stata effettivamente portata lì. Il caccia pesante raggiunge la colonia ma la trova abbandonata. Helo chiede un Raptor per una nuova ricerca ma l'ammiraglio rifiuta.
La Roslin è in infermeria, oramai morente, e confessa ad Adama che gli ultimi mesi passati assieme a lui sono stati i più belli della sua vita. Nel frattempo Athena, Caprica 6 e la stessa Roslin continuano ad avere lo stesso sogno che Hera al teatro dell'Opera che se ne va con Baltar e Caprica 6.
Boomer durante il viaggio si affezione ad Hera: assieme condividono la proiezione di Boomer della casa con Tyrol (che quindi non era fasulla per raggirare il capo). Anche se la bambina è solo per metà Cylone, Hera è in grado di fare la proiezione. Arrivati a destinazione in un misterioso luogo, Boomer consegna Hera a Cavil.
I Cyloni sul Galactica collegano Sam ad un dispositivo neurale simile a quello degli ibridi sulla loro nave: Sam apre gli occhi e si mette a parlare come un ibrido. Tramite la sostanza Cylone con cui si sta riparando il Galactica, Sam si collega a tutti i dispositivi elettronici, inclusi i motori FTL, per questa ragione Tigh ordina di disattivarlo.
Kara porta le piastrine che ha ritrovato sulla terra a Baltar: questi le esamina ed appura che il DNA su di esse è effettivamente di Kara. Al funerale dei 61 morti, Baltar annuncia davanti a tutti che Kara è effettivamente morta ed ora è un angelo in mezzo agli uomini.
Lee dimostra a Kara il suo amore ed il suo affetto indipendentemente da quello che sia successo, ma Kara affigge la propria foto tra quella degli altri morti in battaglia, poi va da Sam e lo riattiva: assieme a lui vuole capire il perché della canzone e la propria vera natura.
Adama e Tigh, nell'alloggio dell'ammiraglio, decidono che è giunto il momento di smantellare ed abbandonare il Galactica.
- Conto dei sopravvissuti: 39.521

## Missione di salvataggio
- Titolo originale: Daybreak: Part 1
- Diretto da: Michael Rymer
- Scritto da: Ronald D. Moore

### Trama
L'inizio dell'episodio ci porta su Caprica qualche anno prima dell'attacco Cylone: William Adama sta discutendo con qualcuno, sembra aver ricevuto un incarico che non gli piace; Gaius Baltar, in compagnia di Caprica 6 che sembra aver appena conosciuto, si reca a soccorrere il padre infermo che ha assalito la propria badante. Gaius non sa come gestire la situazione e sarà Caprica 6 a trovare una sistemazione adeguata al padre di Gaius, questo è probabilmente il primo gesto che fa invaghire Gaius di Caprica 6. Lee incontra per la prima volta Kara a casa di quest'ultima, dove viene invitato a cena dal fratello Zak, fidanzato di Kara. Quando Lee vede Kara, ne resta folgorato. Rientrato a casa ubriaco, Lee trova un piccione in casa, e lo scaccia con la scopa. Laura Roslin ha da poco festeggiato il compleanno di una delle due sorelle, incinta, quando riceve dalla polizia una tremenda notizia: in un incidente d'auto, provocato da un ubriaco, entrambe le sorelle ed il padre di Laura perdono la vita. Una foto sul comodino li raffigura tutti e 4 assieme, evidentemente la madre è già morta da qualche tempo. Sconvolta, Laura entra in un parco e si immerge sotto il getto d'acqua di una fontana, sotto gli sguardi allibiti dei passanti. Qualche tempo dopo, un conoscente al telefono le offre di partecipare alla nuova campagna presidenziale. Sam, star dello sport, intervistato da una giornalista rivela di non essere attratto dalla fama né dalle vittorie, quanto dalla ricerca della creazione del gesto perfetto.
Nel covo dei Cyloni, nonostante le proteste di Boomer Cavil decide di fare esaminare e sezionare Hera, per scoprire come riuscire a far riprodurre i Cyloni.
Sul Galactica in via di smantellamento Gaius chiede a Lee di poter entrare nel governo, ma questi rifiuta. Il Capo Tyrol è in galera per aver fatto fuggire Boomer, ed in un faccia a faccia con Helo rivela di essere oramai convinto che tutti i Cyloni da lui creati altri non siano che sole macchine. L'ammiraglio passando nel corridoio dove sono affisse le foto di tutti i caduti vede la foto di Hera: dopo un tentennamento iniziale l'afferra, e si reca da Sam. Dopo aver detto a Kara che non gli importa quello che lei sia, per lui è come una figlia, fa "riattivare" Sam, il quale rivela dove sia il covo dei Cyloni, in cui è nascosta Hera. L'Ammiraglio decide di effettuare un'ultima missione di salvataggio, ordina la liberazione di alcuni detenuti dopo l'ammutinamento e traccia una riga rossa sul ponte: chiunque si voglia unire volontario, deve varcare questa linea. Lee, Caprica 6, Hellen, Tigh, Tory, il Capo Tyrol, Helo, addirittura il presidente Roslin che a fatica riesce oramai a stare in piedi per la malattia e tanti altri varcano la soglia, ma non Baltar che, seppur tentato - soprattutto dalla presenza di Caprica 6 - non trova il coraggio. L'ammiraglio impedisce al Dottor Cottol di unirsi ai volontari, affermando che alla gente che resterà serve un dottore.
Racetrack e Skulls fanno una ricognizione e scoprono il covo dei Cyloni: trovandosi in prossimità di un buco nero, esiste un solo punto d'accesso, chiaramente ben difeso. Apollo, che ha re-indossato (finalmente) la divisa mostra sulla mappa come si tratti probabilmente di una missione senza ritorno ma ciò nonostante l'Ammiraglio ordina l'attacco conclusivo di una guerra.
- Conto dei sopravvissuti: 39.516

## L'ultimo salto
- Titolo originale: Daybreak: Part 2
- Diretto da: Michael Rymer
- Scritto da: Ronald D. Moore

### Trama
Caprica City, prima dell'attacco. William Adama, insieme a Saul Tigh e sua moglie Ellen, si trova in un night club per festeggiare il pensionamento, ma non è molto soddisfatto dell'incarico che gli è stato assegnato dalla Flotta. Zak, ubriaco, non si regge più in piedi; Lee e Kara lo fanno stendere su un divano, mentre loro due continuano a bere alcolici e a parlare. Lee rimane sorpreso quando Kara ammette di non avere paura di morire, ma solo di essere dimenticata. Zak si sveglia all'improvviso quando stanno per baciarsi, e Lee decide di tornare a casa prima che possa accadere altro. Laura Roslin, che ha da poco perso in un incidente d'auto il padre e le due sorelle, ha un incontro galante con un uomo molto più giovane di lei, che scopre essere un suo ex-studente. Dopo averci passato la notte insieme, decide di chiamare il Sindaco Adar e di comunicargli che appoggerà la sua candidatura a Presidente.
Tempo presente. Sul Galactica, i volontari si preparano all'attacco alla Colonia cylone. Laura è morente, le rimangono pochi giorni di vita. Helo si occupa di istruire i piloti, mentre Lee informa le truppe d'assalto sul luogo dove è probabile che i Cyloni tengano nascosta Hera. Adama spiega che a causa dell'eccessiva vicinanza con la Colonia, la battaglia dovrà svolgersi senza l'utilizzo di testate nucleari. Gli Ultimi Cinque preparano invece Sam, che è in grado di rendere inefficaci gli ibridi della Colonia. William Adama insignisce il Tenente Hoshi del grado di Ammiraglio, mentre Lee Adama cede i suoi poteri di Presidente all'avvocato Romo Lampkin. I volontari sono in partenza, e anche Gaius Baltar decide di restare per la battaglia finale. Il Galactica salta nei pressi della Colonia e viene duramente attaccata dalla difesa Cylone, fino a quando Sam non riesce a fermare l'attività degli ibridi. Secondo i piani, il Galactica viene fatto collidere con la Colonia, e le truppe d'assalto, composte sia da umani che da centurioni, invadono la base nemica alla ricerca di Hera. Boomer tradisce i Cyloni e riporta Hera dai coloniali, ma viene comunque giustiziata da Athena. Caprica Sei e Baltar si riappacificano vedendo allo stesso tempo l'uno la proiezione dell'altra. Helo viene ferito gravemente da un Cinque e la piccola Hera scappa per la paura. Athena e Laura Roslin tentano di raggiungerla per metterla in salvo, ma più volte la bambina sfugge alla loro presa. La visione del Teatro dell'Opera si avvera quando a trovarla è Caprica Sei che, insieme a Gaius Baltar, la riporta al Centro tattico del Galactica. Cavil si libera dai Marine e prende in ostaggio Hera; Baltar tenta di fermare lo scontro con un appassionato discorso, in cui ammette la presenza di una forza divina che tesse le fila del destino degli uomini e dei Cyloni. Sostiene inoltre che l'unico modo per rompere il circolo vizioso della violenza è compiere un atto di fede. Quando infine Saul promette a Cavil il dono della resurrezione, Numero Uno concede una pace duratura. Ciascuno degli Ultimi Cinque conosce parte del segreto della resurrezione; Saul, Tory, Tyrol ed Ellen si riuniscono dunque attorno a Sam per mettere in comune le proprie conoscenze e poter ricostruirne il processo. Durante la connessione, Tyrol viene a sapere che Tory ha volontariamente ucciso sua moglie Callie. Galen interrompe immediatamente il processo e strangola la donna, uccidendola. Cavil crede di essere stato ingannato e fa riaprire il fuoco. Nel conflitto, Numero Uno si suicida e molti altri rimangono uccisi. Il Galactica sta per essere distrutto dai Cyloni, e Adama dà l'ordine a Kara Thrace di effettuare il salto. Scorpion, non conoscendo le coordinate del punto di ritrovo con il resto della flotta, decide di affidarsi all'istinto e digita i numeri che aveva precedentemente abbinato alle note della canzone. Il Galactica salta nelle vicinanze di un pianeta ricco d'acqua e di ossigeno, sul quale è ben visibile, anche dallo spazio, il continente africano. 
I sopravvissuti scendono a perlustrare il pianeta, su cui vivono esseri umani primitivi, e decidono di stabilircisi lasciandosi alla spalle la scienza e l'avanzata tecnologia. Ai centurioni viene affidata l'astrobase dei ribelli, mentre il resto della Flotta viene guidato da Sam verso il Sole e distrutta. Helo, ripresosi dalla ferita, si ricongiunge con Athena e sua figlia Hera. Saul ed Ellen, di nuovo insieme, decidono di vivere tra gli uomini, così come Caprica Sei e Gaius Baltar. Tyrol, stanco degli innumerevoli conflitti, sceglie una vita da eremita. Adama, vedendo che la Roslin è sul punto di morire, la porta su un raptor e saluta Kara e il figlio. Mentre l'Ammiraglio cerca un posto tranquillo per costruire la loro capanna, il Presidente muore pronunciando le sue ultime parole ''C'è così tanta vita''. Adama le mette dunque la sua fede e, piangendo, le bacia la mano. La sua ultima inquadratura lo vedrà seduto vicino alla tomba di lei mentre le descrive come porta avanti la costruzione della capanna. Kara, avendo compiuto il suo destino, saluta Lee dicendo di essere soddisfatta. Mentre questi sta dicendo che pensa di esplorare e girare il mondo, lei svanisce nel nulla; Apollo le sussurra che non verrà dimenticata.
Centocinquantamila anni dopo, New York City. Gli scienziati sono riusciti a dare un volto all'Eva mitocondriale (ossia Hera Aghaton), mentre la robotica avanza sempre più velocemente. Le proiezioni di Gaius Baltar e Caprica Sei camminano per strada, chiedendosi se i conflitti tra umani e robot siano davvero finiti per sempre e quali siano i piani di Dio al riguardo. 
- Conto dei sopravvissuti: 39.406
- Nota: l'episodio è della durata doppia di un'ora e mezza.